# Arbutus arizonica
Arbutus arizonica là một loài thực vật có hoa trong họ Thạch nam. Loài này được (A.Gray) Sarg. mô tả khoa học đầu tiên năm 1891.

## Hình ảnh